# أماديو
أماديو هو لاعب كرة قدم أنغولي في مركز الدفاع، ولد في 6 أبريل 1966 في Gabela, Angola ‏ في أنغولا. شارك مع منتخب أنغولا لكرة القدم. أما مع النوادي، فقد لعب مع فيتوريا سيتوبال.

## وصلات خارجية
- أماديو على موقع قاعدة بيانات كرة القدم.إي يو (الإنجليزية)
- أماديو على موقع ناشيونال فوتبول تيمز (الإنجليزية)